# Ein sehr gutes Quiz (mit hoher Gewinnsumme)
Ein sehr gutes Quiz (mit hoher Gewinnsumme), kurz ESGQ, ist eine deutsche Quizshow, die live auf ProSieben ausgestrahlt wird. Die Grundlage der Sendung entstand während eines 24-Stunden-Programmtages am 21. April 2024, bei dem Joko Winterscheidt und Klaas Heufer-Umlauf das Programm des Senders gestalteten. Die erste reguläre Folge wurde am 22. März 2025 ausgestrahlt.

## Geschichte
Am 21. April 2024 übernahmen Joko Winterscheidt und Klaas Heufer-Umlauf die Programmdirektion auf ProSieben, nachdem sie die 50. Folge der Spielshow Joko & Klaas gegen ProSieben gewonnen hatten. Zusammen mit ihrer Produktionsfirma Florida Entertainment konnten sie einen Tag lang das Programm des Sender frei gestalten. Teil dieses Programmtages war eine Quizshow zur Primetime mit dem Titel Ein sehr gutes Quiz (mit hoher Gewinnsumme). Während der Livesendung rief der ProSieben-Sendechef Hannes Hiller Heufer-Umlauf an und bat darum, die Sendung fortzusetzen. Die erste reguläre Folge wurde dann am 22. März 2025 mit leicht verändertem Konzept ausgestrahlt.

## Inhalt der Sendung

### Veranstaltungsort
Die Sendung wird live ausgestrahlt und findet in jeder Folge an einem anderen Ort irgendwo im deutschsprachigen Raum statt. Der Austragungsort wird offiziell erst am Anfang der Folge bekanntgegeben. Durch die auffälligen Aufbauarbeiten des mobilen Studios, das im Wesentlichen aus einem runden Metallgerüst besteht, werden die Menschen aus der Umgebung und die lokalen Medien allerdings schon vorab auf die Sendung aufmerksam.

### Kandidaten
Aufgrund der Live-Ausstrahlung besteht die Möglichkeit, spontan zum jeweiligen Drehort zu fahren, um als Zuschauer oder Kandidat am Quiz teilzunehmen. Die Kandidaten werden per Zufall aus dem Publikum vor Ort ausgewählt. Dazu erhalten alle potentiellen Kandidaten bei ihrer Ankunft eine Nummer. Zu Beginn der Sendung werden die ersten drei Kandidaten ausgelost, die gleichzeitig spielen, und die ersten Nachrücker bestimmt, von denen fünf in einer Schlange vor der Bühne anstehen.

### Spielprinzip
Das Quiz besteht aus 25 Fragen. Dabei wiederholt sich eine Abfolge von Schwierigkeitsgraden mit leichten, mittleren, schweren, schwereren und noch schwierigeren „Albtraum-Fragen“. Nach jeweils fünf Fragen, also nach der fünften, zehnten, fünfzehnten und zwanzigsten Frage, wird eine Spezialrunde eingefügt. Dabei muss eine Frage unter besonderer Bedingungen beantwortet werden oder die Kandidaten werden mit einer Versuchung in Form von zusätzlichen Gewinnen konfrontiert. Es gibt vier Arten von Spezialrunden, die in jeder Sendung einmal vorkommen: Experiment, Versuchung, Entscheidung und Spiel. Die Spezialrunde kann teilweise durch eine „Super-Albtraum-Frage“ ersetzt werden.
Drei Personen spielen jeweils gleichzeitig. Jede Frage muss innerhalb von 90 Sekunden durch eine der drei Personen richtig beantwortet werden, damit alle drei Kandidaten eine Runde weiter sind. Bei einer falschen Antwort wird die jeweilige Person durch einen Nachrücker ausgetauscht. Wird die Frage nicht innerhalb der vorgegebenen Zeit beantwortet, scheiden alle drei Kandidaten aus und werden ersetzt. Bei der letzten Frage gewinnt die Person, die zuerst den Buzzer drückt und die Frage richtig beantwortet. Bei falscher Antwort wird die Person ersetzt und eine neue Frage gestellt. Die Gewinnsumme von 100.000 Euro wird manchmal durch vorherige Spezialrunden geringfügig reduziert.

## Ausstrahlungen

### Pilotfolge
| Nr. (ges.) | Nr. (St.) | Erstausstrahlung | Ort der Sendung                 | Gewinner |
| ---------- | --------- | ---------------- | ------------------------------- | -------- |
| 0          | 0         | 21. Apr. 2024    | Studio Berlin, Berlin-Adlershof | Carola   |

### Staffel 1
| Nr. (ges.) | Nr. (St.) | Erstausstrahlung | Ort der Sendung                                  | Gewinner | Gewinnsumme |
| ---------- | --------- | ---------------- | ------------------------------------------------ | -------- | ----------- |
| 1          | 1         | 22. März 2025    | Autohof Bad Rappenau Nord, Bad Rappenau          | Alina    | 100.000 €   |
| 2          | 2         | 29. März 2025    | Seebrücke Koserow, Koserow                       | Ronny    | 100.000 €   |
| 3          | 3         | 5. Apr. 2025     | Mittelstation Zwölferkogel, Saalbach-Hinterglemm | Marei    | 99.980 €    |
| 4          | 4         | 12. Apr. 2025    | Gasthaus Brinnis, Schönwölkau                    | Max      | 97.500 €    |

## Rezeption

### Einschaltquoten
Der Höchstwert der jeweiligen Kategorie ist grün hinterlegt, der niedrigste Wert ist rot hervorgehoben.
| Folge | Datum          | Zuschauer | Zuschauer       | Marktanteil | Marktanteil     | Quellen |
| Folge | Datum          | Gesamt    | 14 bis 49 Jahre | Gesamt      | 14 bis 49 Jahre | Quellen |
| ----- | -------------- | --------- | --------------- | ----------- | --------------- | ------- |
| 0     | 21. April 2024 | 1,70 Mio. | 1,24 Mio.       | 6,5 %       | 20,8 %          | [ 3 ]   |
| 1     | 22. März 2025  | 0,86 Mio. | 0,64 Mio.       | 4,0 %       | 14,7 %          | [ 4 ]   |
| 2     | 29. März 2025  | 0,78 Mio. | 0,55 Mio.       | 3,6 %       | 12,5 %          | [ 5 ]   |
| 3     | 5. April 2025  | 0,70 Mio. | 0,50 Mio.       | 3,2 %       | 11,9 %          | [ 6 ]   |
| 4     | 12. April 2025 | 0,75 Mio. | 0,51 Mio.       | 3,9 %       | 13,4 %          | [ 7 ]   |